# Філемон Сиракузький
Філемо́н Сираку́зький (361 — 263, чи 262) — давньогрецький поет-комедіограф, засновник нової аттичної комедії.

## Життєпис
Народився у м.Сиракузи. Згодом переїхав до Афін десь близько 328 року до н. е. Був досить відомим та популярним автором в Афінах. Всього у нього було 97 комедій, дотепер відомі лише 57. Першу перемогу здобув у 327 році до н. е., після цього неодноразово перемагав Менандра. Вадами його творів було те, що Філемон занадто захоплювався зовнішніми ефектами, звертав більше уваги на комізм становища, аніж на характери діючих осіб. На деяких час Філемон переїхав до царського двору Птолемея II Лагіда до Єгипту. Втім незабаром повернувся й помер в Афінах.

## Найвідоміші твори
- Привид
- Торговець
- Скарб
- Жінки Корінфу
- Брати
- Удова
- Жебрак
- Чоловіки Вавилону
- Філософи
- Сицилієць
- Дивна людина
- Переслідувач
- Тригрошовий день